# Myosorex tenuis
Myosorex tenuis és una espècie de mamífer de la família de les musaranyes (Soricidae). Viu a Sud-àfrica i, possiblement, Moçambic.